# Kerte Sogn
Kerte Sogn er et sogn i Assens Provsti (Fyens Stift).
I 1800-tallet var Kerte Sogn et selvstændigt pastorat. Det hørte til Båg Herred i Odense Amt. Kerte blev en selvstændig sognekommune. Den blev ved kommunalreformen i 1970 indlemmet i Aarup Kommune, som ved strukturreformen i 2007 indgik i Assens Kommune. 
I Kerte Sogn ligger Kerte Kirke.
I sognet findes følgende autoriserede stednavne:
- Bakkemose Huse (bebyggelse)
- Favrskov (bebyggelse, ejerlav)
- Favrskov Bjerge (areal, bebyggelse)
- Hjærup (bebyggelse, ejerlav)
- Hjærupgyde (bebyggelse)
- Jarlebjerg (bebyggelse)
- Kerte (bebyggelse, ejerlav)
- Kertebro (bebyggelse)
- Kohave (areal)
- Kohavebanken (bebyggelse)
- Kronborg (bebyggelse)
- Lindebjerg (bebyggelse)
- Nedermark (bebyggelse)
- Nyfæste (bebyggelse, ejerlav)
- Ørsbjerg (bebyggelse, ejerlav)
- Ørsbjerg Hestehave (bebyggelse)
- Ørsbjerg Knold (bebyggelse)
- Ørsbjerg Ler (bebyggelse)
- Ørsbjerg Skovhuse (bebyggelse)